# José María Galardi
José María Galardi Arzak (San Sebastián, Guipúzcoa, España, 30 de diciembre de 1931 — 6 de octubre de 2006) fue un futbolista español que se desempeñaba como centrocampista.

## Clubes
| Club                    | País   | Año       |
| ----------------------- | ------ | --------- |
| Real Sociedad de Fútbol | España | 1952-1961 |